# 築地俊龍
築地 俊龍（つきじ しゅんりゅう、1904年3月7日 - 1972年11月13日）は、日本の野球選手である。

## 経歴
秋田県馬川村久保（後の秋田県五城目町久保）にある自性院（じしょういん）の住職であった父龍明、母ヨシの長男として生まれる。幼名は龍夫（たつお）といったが、寺を継がせたいという父親の意向で小学校卒業のころに俊龍と改名した。
子供のころは川原で石投げ遊びをしていると誰よりもと奥まで石を投げることができたという強肩の片鱗を見せていた。1918年に県立秋田中学校（後の秋田県立秋田高等学校）に入学。180センチ近い身長で頑健な体格から多くの運動部の勧誘を受ける中、遠投力を見込まれて野球部に入部。1922年に仙台市で行われた東北中学校野球大会では、秋田中学校のエースピッチャーとして決勝までの5試合を一人で投げ抜いて同校を優勝に導き、東北から唯一の全国大会への出場権を得た。同年の第8回全国中学校野球大会（兵庫県鳴尾球場）の初戦の対戦相手は優勝候補と目されていた広島県立広島商業高等学校で、9対14で敗退した。
立教大学進学後も大学野球部の主力投手として活躍し、1927年の東京六大学野球リーグでは同大に優勝をもたらした。また1924年に甲子園球場が完成し、この年の全国大会にも秋田中学校は出場していたが、このとき俊龍は甲子園に駆けつけて母校チームのコーチをつとめている。
1928年、大学卒業と共に函館の大洋漁業に入社し、社会人野球の函館オーシャン倶楽部に所属。久慈次郎とバッテリーを組んだ。また当時、旭川にはまだ少年であったヴィクトル・スタルヒンがいて、俊龍はスタルヒンのピッチングコーチを買って出たこともあった。
生家の寺を継ぐため、1930年に26歳でオーシャン倶楽部を退団。永平寺での修行を経て1934年に郷里に戻り自性院の住職になった。1936年から8年間は曹洞宗宗務庁に勤めて東京生活を送り、のちには五城目町の助役や町議会議員も務めた。